# Сосидева къща (1873)
Сосидевата къща (на гръцки: Αρχοντικό Σωσσίδη) е историческа постройка в костурското село Невеска (Нимфео), Егейска Македония, Гърция.
Построена е в 1873 година и е собственост на Йоанис Сосидис. Къщата е обявена за защитен паметник в 1997 година като „забележителна сграда за района, важна за изучаването на историята на архитектурата“.